# オトフリート・プロイスラー
オトフリート・プロイスラー（Otfried Preußler、1923年10月20日 - 2013年2月18日）は、ドイツの児童文学者。代表作に『大どろぼうホッツェンプロッツ』『クラバート』など。本国ドイツをはじめ世界各国で多くの文学賞を受賞している。

## 生涯
チェコスロバキアのリベレツで、共に教師であった両親の間に生まれる。第二次世界大戦中の1942年に学校を卒業、徴兵されドイツ陸軍へ入隊する。東部戦線へ従軍するが、少尉であった1944年に捕虜となり、その後5年間をエラブガなどタタール自治共和国内の数箇所の捕虜収容所で過ごす。
1949年6月に解放され、幸運にもバイエルン州ローゼンハイムで移住していた親族と、婚約者のアンネリース・キント（Annelies Kind）に再会、同年に結婚する。
1953年から1970年にかけて小学校の教師を務め、ローゼンハイムでは小学校長となる。この間に作家・イラストレーターとしての才能が開花しており、子供に語って聞かせた物語のいくつかは後に文章化され、出版されている。
2013年2月18日、ドイツ南部のプリーン・アム・キームゼーの福祉施設で死去した。89歳没。

## 主な作品
- 大どろぼうホッツェンプロッツシリーズ - 1962年に初稿が発表され、ドイツ語圏以外でも翻訳されたものが広く読まれている。日本語訳は中村浩三訳のものが偕成社から出版されている。
  - 『大どろぼうホッツェンプロッツ』 (Der Räuber Hotzenplotz) ISBN 4-03-608250-7
  - 『大どろぼうホッツェンプロッツふたたびあらわる』(Neues vom Räuber Hotzenplotz) ISBN 4-03-608260-4
  - 『大どろぼうホッツェンプロッツ三たびあらわる』(Hotzenplotz 3) ISBN 4-03-608270-1
  - Der Räuber Hotzenplotz und die Mondrakete　ISBN 978-3522185103（日本未発売　2018年刊行）
    - 本作は“幻の第2部”というべき作品（1969年脱稿。「ふたたび」の前に書かれた）で、オトフリートの没後に娘によって発見された。
- 『クラバート（英語版）』 (Krabat) ISBN 4-03-726110-3
  - 1972年にドイツ児童図書賞受賞。
  - 1977年にカレル・ゼマンによって実写映画化された。
  - 宮崎駿は本作をプロイスラーの作品の中でも特に好んでおり、映画『千と千尋の神隠し』を制作する際に参考にしたともいわれる[2]。
  - 2008年にマルコ・クロイツパイントナー監督、ダフィット・クロス主演、ダニエル・ブリュール出演により再映画化。→クラバート 闇の魔法学校を参照。
- 『小さい魔女（英語版）』 (Die kleine Hexe) ISBN 4-05-104647-8
  - 2018年にマイク・シェーラー（ドイツ語版）監督、カロリーネ・ヘルフルト主演により実写映画化された。邦題は『小さい魔女とワルプルギスの夜』[3]。
- 『わたしの山の精霊(リューベツァール)ものがたり』 (Mein Rübezahlbuch) ISBN 978-4-378-01494-4
- 『小人ヘルベのぼうけん』 (Hörbe mit dem großen Hut) ISBN 978-4-035-50900-4
- 『かかしのトーマス』 (Thomas Vogelschreck) ISBN 978-4-378-01496-8
- 『ニット帽の天使 プロイスラーのクリスマス物語』 (Der Engel mit der Pudelmütze)  ISBN 978-4-378-01520-0